# Don't Feed the Pop Monster
Do not Feed the Pop Monster è il terzo album in studio del gruppo musicale neozelandese Broods, pubblicato il 1º febbraio 2019. Tre singoli, Peach, Everything Goes (Wow) e Hospitalized, sono stati pubblicati come estratti prima dell'album.

## Antefatti e pubblicazione
Dopo l'uscita del loro album Conscious nel 2016, sia Georgia che Caleb Nott hanno usato il loro tempo libero per perseguire progetti solisti, prima di riunirsi nel 2018. In questo periodo, hanno firmato un nuovo contratto discografico con la Neon Gold Records e hanno pubblicato il singolo Peach. Georgia Nott ha condiviso che il secondo singolo, Everything Goes (Wow), è stato registrato in una casa sull'albero in Nicaragua. Ha spiegato: «Eravamo lì come parte di un campo di scrittura ed è stata una delle migliori esperienze delle nostre carriere. Si tratta di accettare la mortalità". Inoltre, Georgia ha dichiarato che per l'album, l'obiettivo del duo era "creare canzoni autentiche che rispecchiassero noi stessi, senza nasconderci dietro alcuna facciata».
Peach è stato pubblicato come singolo principale dall'album il 9 agosto 2018 ed è riuscito a raggiungere la prima posizione nella classifica NZ Hot Singles, che tiene conto delle tracce con le vendite, gli streaming e l'airplay più veloci. Il secondo singolo, Everything Goes (Wow), è stato pubblicato il 16 novembre 2018 ed è stato descritto come una canzone pop «ariosa e divertente» e un «forte segnale delle cose a venire» da parte di Uproxx. È entrato anche nella classifica NZ Hot Singles alla 18ª posizione. Hospitalized è stato pubblicato come terzo singolo dell'album il 11 gennaio 2019.

## Tracce
1. Sucker – 3:58
2. Why Do You Believe Me? – 3:41
3. Peach – 4:15
4. Falling Apart – 4:21
5. Every Time You Go – 5:00
6. Dust – 4:03
7. Too Proud – 3:10
8. To Belong – 5:47
9. Old Dog – 3:43
10. Hospitalized – 2:57
11. Everything Goes (Wow) – 3:24
12. Life After – 2:51